# Parafia Najświętszego Serca Pana Jezusa w Ostrowie Mogileńskim
Parafia pw. Najświętszego Serca Pana Jezusa w Ostrowie Mogileńskim – parafia rzymskokatolicka w dekanacie strzelińskim archidiecezji gnieźnieńskiej.
Początki historii parafii w Ostrowie sięgają zamierzchłych czasów i są ściśle związane z siostrami norbertankami w Strzelnie. Pierwsza historyczna wzmianka o miejscowości Ostrowo pochodzi z 1220 roku. Natomiast pierwsze historyczne wzmianki o parafii, proboszczach i miejscowościach wchodzących w jej skład pochodzą z początków XV wieku.

## Historia parafii
Pierwsza historyczna wzmianka bezpośrednio odnosząca się do parafii ostrowskiej i pierwszych znanych z imienia proboszczów znajduje się w pochodzącym z 1429 r. dokumencie, w którym z imienia wymieniony jest Mathais plebanus in Ostrowo. To samo imię pojawia się także w dokumencie z 1440 roku. Wzmianki o parafii znajdują się również w 1445 roku dokumencie „Acta capitulorum.... (1403–1533)”. W roku 1453 mowa jest Bartholomeus in Ostrow plebanus. Z kolej w danych z 1478 r. występuje Andrzej Frater Ordinis plebanus in Ostrow.

### Pierwsze świątynie parafialne
Historia parafii przez długie wieki ściśle wiąże się ze strzeleńskimi norbertankami. W roku 1448 siostry norbertanki ufundowały drewniany kościółek parafialny.
Była to druga świątynia ufundowana przez norbertanki w Ostrowie. Pierwsza, o której bliższe dane nie zachowały się, najprawdopodobniej została zniszczona w wyniku pożaru.
Wiadomo, że w 1520 r. kościół nosi tytuł św. Doroty. Prawo patronatu nad parafia miał klasztor norbertanek w Strzelnie. Z dokumentów wynika, że w 1526 r. do parafii należały wioski: Ostrowo, Bielsko, Siedluchna, Ciencisko. W 1578 r. wymienione są jeszcze Łąkie i Stodoły.

### Pleban Jan ze Strzelna
W 1582 r. parafia znajduje się w stanie podupadłym. Dopiero przybycie ze Strzelna nowego plebana Jana, zmienia sytuację. Proboszcz odnawia kościół i jego otoczenie. Za jego administracji kościół i parafia rozwijają się. Po śmierci Jana świątynia powoli podupada, w parafii panuje czas stagnacji.

### Stagnacja i rozwój
Po ponad wieku zastoju, konieczna staje się budowa nowego kościoła. Zadania podjęły się w 1692 r. również norbertanki, które budują drugi drewniany kościół. Konsekracja świątyni ma miejsce w 1718 r. Tytuł kościoła w tamtym czasie – św. Józefa i św. Doroty

### Nowy patron kościoła
Z akt wizytacyjnych z 1779 roku dowiadujemy się, że kościół nosił już tytuł Najświętszego Serca Pana Jezusa. Znajdowały się w nim cztery ołtarze, relikwie Krzyża  Św., które trafiły do Ostrowa dzięki prepozytowi Józefowi Łuczyckiemu. Proboszczem w tym okresie był Baltazar Stankiewicz.

### Ogień strawił plebanię i dokumentację
Początek XIX wieku rozpoczyna się od dramatycznego wydarzeniem, jakim dla wspólnoty parafialnej jest pożar plebanii. Ogień strawił budynek i większość dokumentacji archiwalnej parafii. Jeszcze w tym samym roku, na miejscu spalonej siedziby proboszczów, pobudowano w 1803 roku nową plebanię.

### Konieczność budowy nowej świątyni
W XIX wieku stan techniczny kościoła pogarsza się. W 1830 r. jest na tyle zły, że ówczesny pleban Dembowski prosi siostry z klasztoru norbertanek o renowację kościoła i budynków plebańskich. Prośbę swoją ks. Dembowski ponawia jeszcze w 1834 r. Tym jednak razem adresatem wniosku nie jest strzeleński klasztor, ale rejencja pruska w Bydgoszczy.
Dopiero w 1869 roku zburzony zostaje stary drewniany kościół. Na jego miejscu w 1870 r. wzniesiono nowy kościół z cegły, orientowany, utrzymany w stylu neoromańskim.
Kościół nosi tytuł Najświętszego Serca Pana Jezusa. W tym samym roku zakupiono nowe organy oraz odnowiono ołtarze. Proboszczem w tym okresie jest ks. Franciszek Szulczewski.

### Czas pokoju
Rok 1914 przynosi zmianę proboszcza. Do parafii przybywa ks. Kazimierz Lapis. Mimo trudnego okresu parafia odnotowuje rozwój. W 1918 r. poświęcona zostaje nowa figura Najświętszego Serca Pana Jezusa, ustawiona z prawej strony przy prezbiterium. W 1921 r. na terenie wiosek parafii są ustawiane nowe krzyże i figury. Parafianie skupiają się w organizacjach kulturalnych i stowarzyszeniach religijnych. Takich jak: Sokół (1922 r.), Katolickie Stowarzyszenie Młodzieży Żeńskiej (1933 r.) i Męskiej (1935 r.).

### Okupacja
Tragedia II wojny światowej nie omija parafii i jej mieszkańców. Proboszcz ks. Kazimierz Lapis zostaje w październiku 1940 roku przez hitlerowców aresztowany i wywieziony do obozu zagłady w Oranienburgu, gdzie zostaje zamordowany. Kościół jest przez okupanta plądrowany i zamknięty do czasu wyzwolenia. Cenniejsze elementy wyposażenia zostają zrabowane.

### Gojenie ran
W dwa lata po zakończeniu koszmaru hitlerowskiej okupacji, proboszczem zostaje ks. Józef Staszak, który podobnie jak wielu polskich kapłanów przeżył tragedię uwięzienia w obozie zagłady w Dachau. Do kościoła wracają rabowane przez hitlerowców dzwony, które odnajdują się w 1952 roku.

### Czasy współczesne
Po ze śmierci ks. Józefa Staszaka w 1964 roku proboszczem zostaje ks. dr Edmund Rosieński. Za jego administrowania parafia przeżywa ona swój dalszy rozwój. W oknach świątyni pojawiają się nowe witraże, a na posadzkę położone zostaje lastriko.
Dzieło modernizacji i rozwoju świątyni i cmentarza kontynuuje następca ks. Edmunda Rosieńskiego, ks. Władysław Gaszak, który w 1968 roku objął parafię.
Przez 33 lata pełnienia funkcji proboszcza przez ks. Władysława Gaszaka zmienia się wnętrze kościoła oraz jego otocznie. Jednym z większych sukcesów w tym okresie jest pobudowanie kaplicy przedpogrzebowej, wymiana ławek czy też położenie betonowego chodnika wokół kościoła i chodników na cmentarzu.
W czerwcu 2001 roku umiera nagle ks. Władysław Gaszak. Arcybiskup Henryk Muszyński funkcję proboszcza powierza ks. Jerzemu Cytryńskiemu. Następuje dalsza modernizacja kościoła i jego otoczenia. Wśród wielu wykonanych prac należy przywołać choćby nową aranżację prezbiterium, wykonaną w oparciu o sugestii arcybiskupa Henryka Muszyńskiego, polegającą na obniżeniu posadzki i wyłożeniu jej gresem hiszpańskim, a stopni i podstopni schodów prowadzących do prezbiterium granitem. Wykonano nowy baldachim dla figury NSPJ. Cały czas prowadzony jest remont wieży.
Na mocy dekretu abpa Józefa Kowalczyka, Metropolity gnieźnieńskiego i Prymasa Polski, z dniem 25 czerwca 2011 r.  ks. Jerzy Cytryński został skierowany na urlop zdrowotny. Obowiązki administratora parafii, a później proboszcza objął ks. Witold Zieliński, dotychczasowy wikariusz parafii pw. św. Mikołaja w Powidzu.  
Z dniem 1 lipca 2021 zgodnie z treścią dekretu nowego arcybiskupa gnieźnieńskiego Wojciecha Polaka, nowym proboszczem parafii został ks. Zdzisław Pietraszewski, pracujący do czasu nominacji jako kapelan Sióstr Elżbietanek w Łopiennie.

## Zabytki kościoła
Wewnątrz kościoła znajdują się zabytki sztuki sakralnej. Wśród nich na wymienienie zasługuje malowany na desce manierystyczny obraz Koronacja Matki Boskiej z początku XVII w. oraz barokowy obraz Św. Franciszek z Asyżu, który powstał w XVIII w. Świątynię zdobi ponadto XVII-wieczny krucyfiks z bocznymi rzeźbami prezentującymi Maryję i św. Jana Apostoła. Z roku 1630 pochodzi manierystyczny kielich zdobiony bogatą dekoracją odlewniczą i trybowaną o motywach wstęgowo-roślinnych z główkami puttów na nodusie i koszyczku. Innymi zabytkami są relikwiarz rokokowy z glorią promienistą i datą 1767 rok oraz literami XINPWPO.

## Galeria

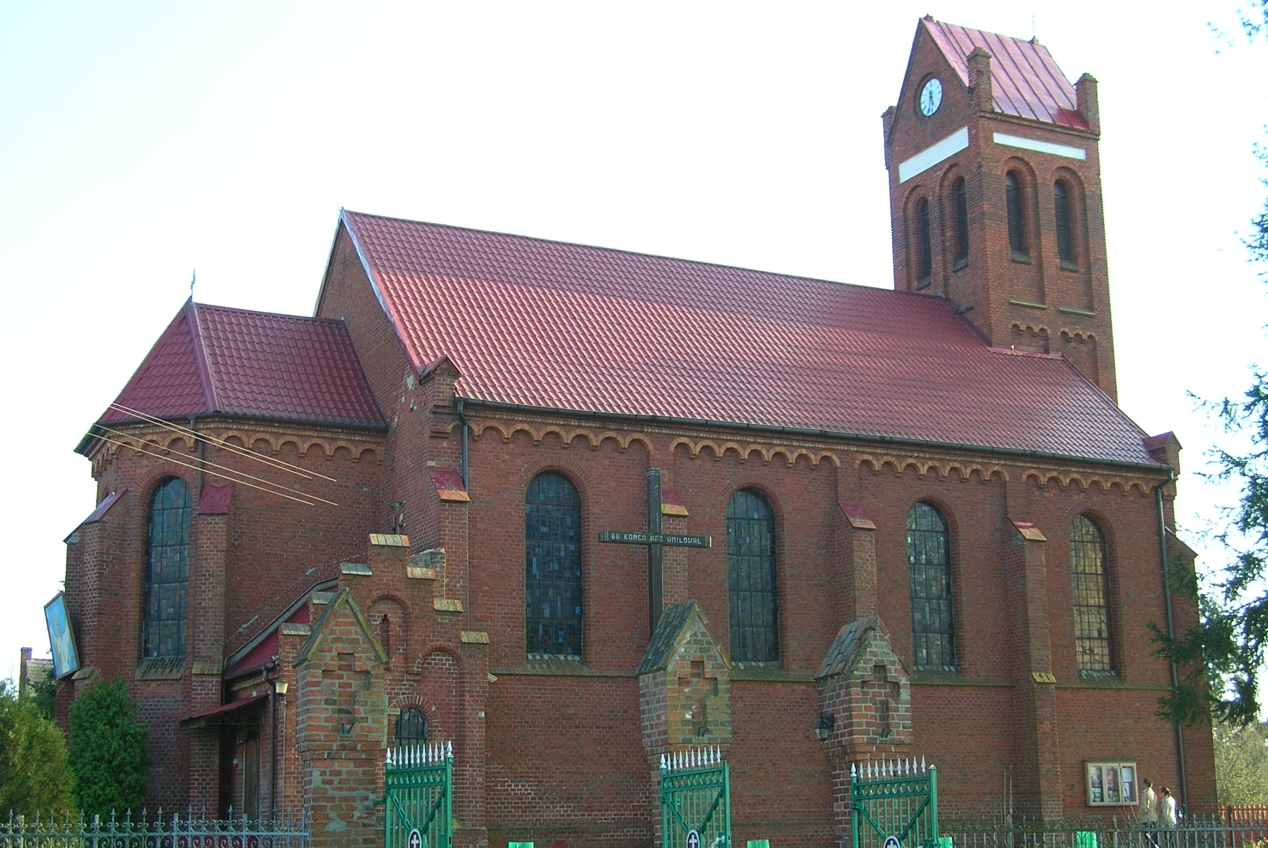
Kościół parafialny
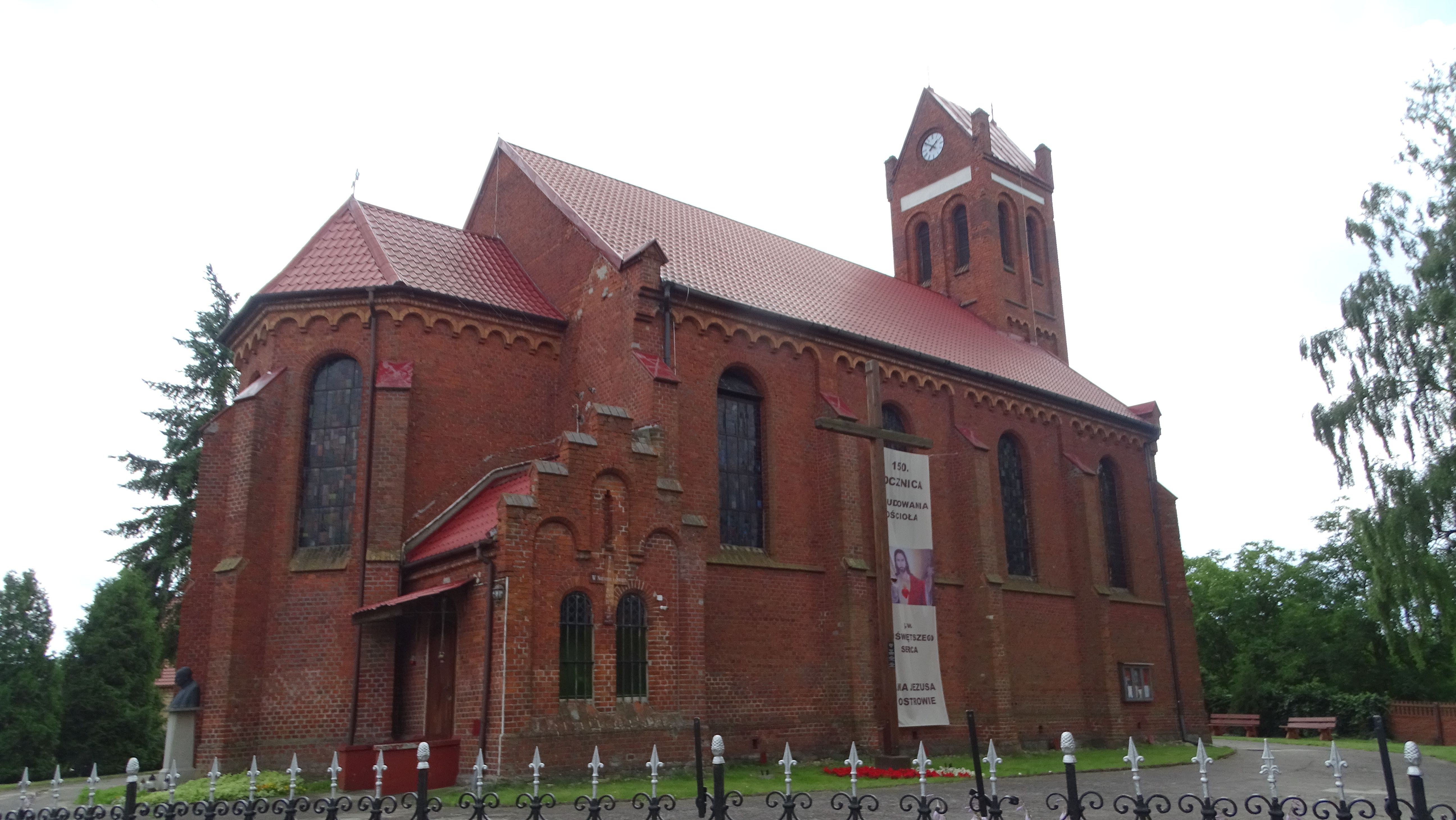
Kościół parafialny
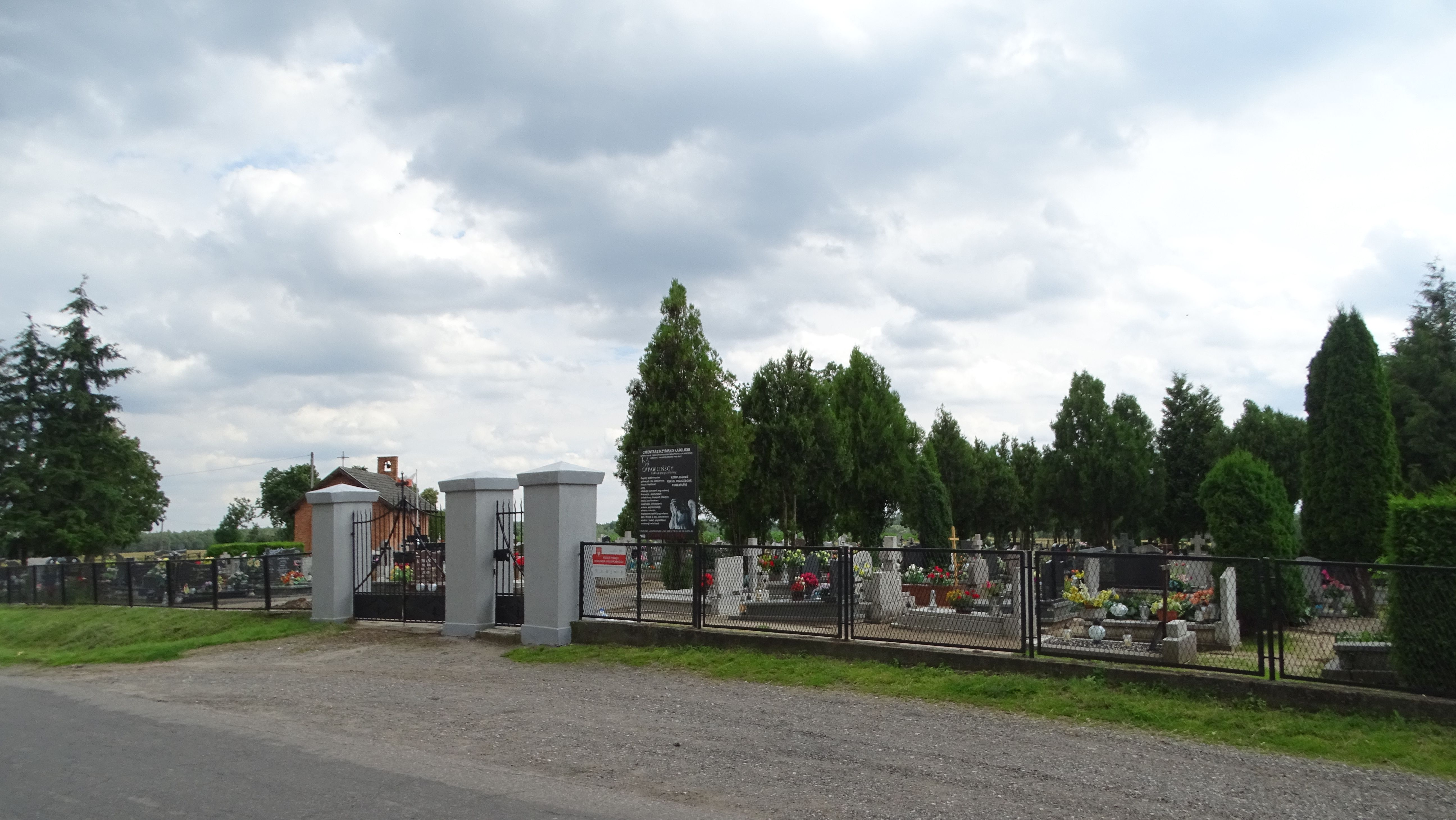
Cmentarz parafialny
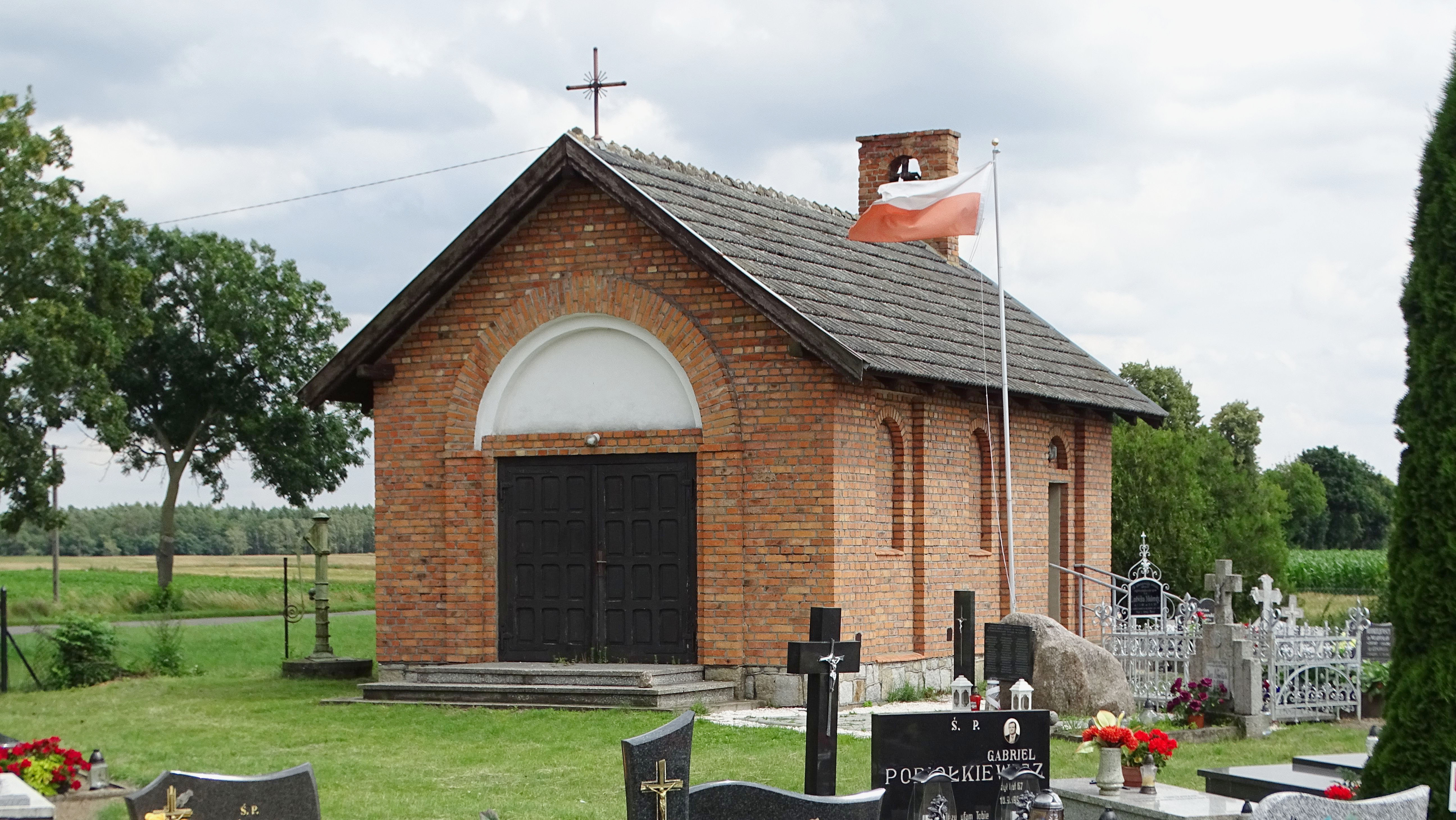
Kaplica cmentarna
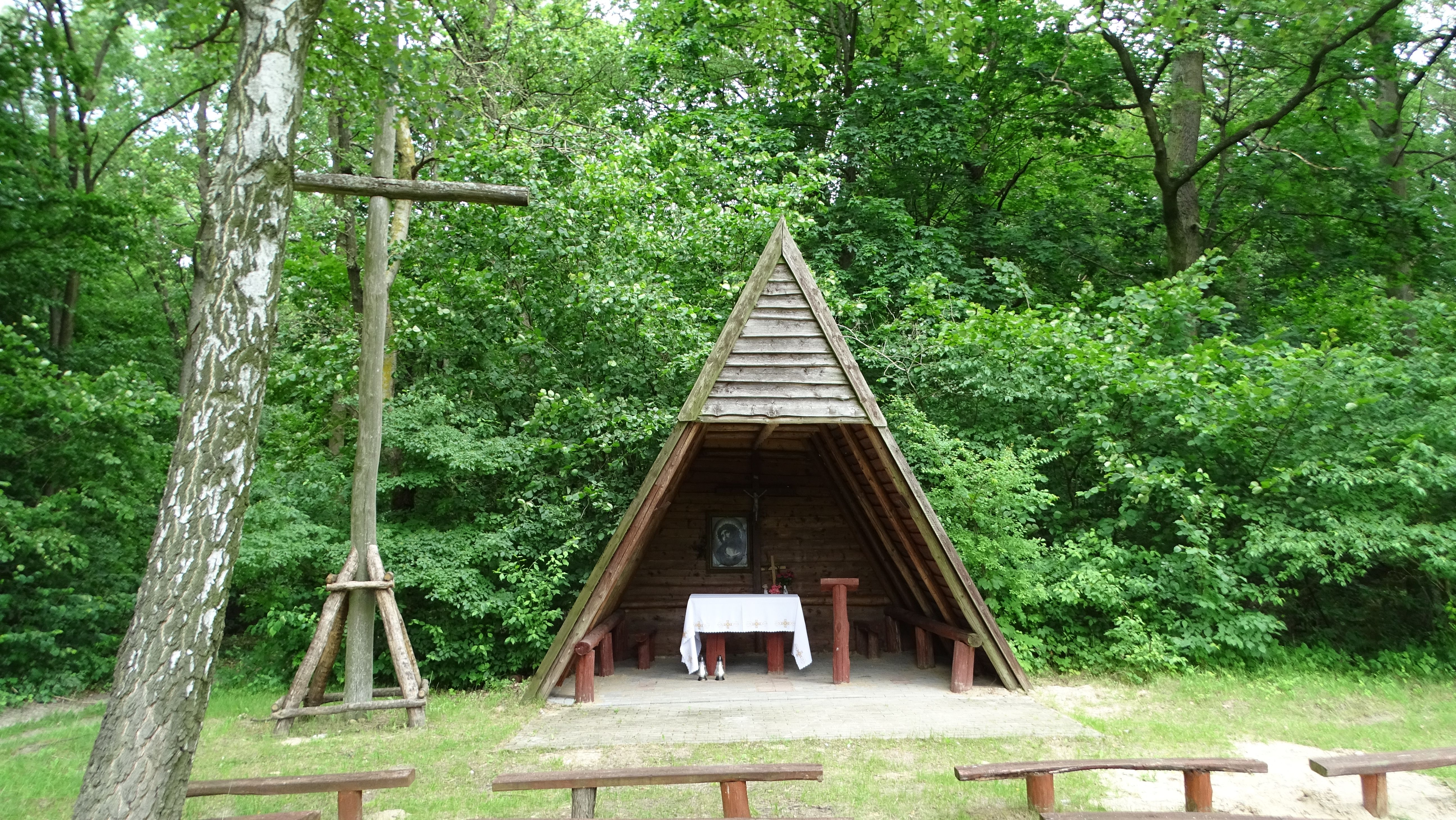
Polowa kaplica w Przyjezierzu

## Księgi metrykalne
- ochrzczonych od 1883 r.
- małżeństw od 1945 r.
- zmarłych od 1941 r.

## Zasięg parafii
Do parafii należą wierni z miejscowości: Bielsko, Ciencisko, Jaworowo, Ostrowo, Ostrowo-leśne, Podbielsko, Przedbórzleśno, Przyjezierze, Siedluchna-leśna, Zbytowo.

## Grupy parafialne
- Bractwo Różańcowe
- Bractwo Świecowe